# Asafo

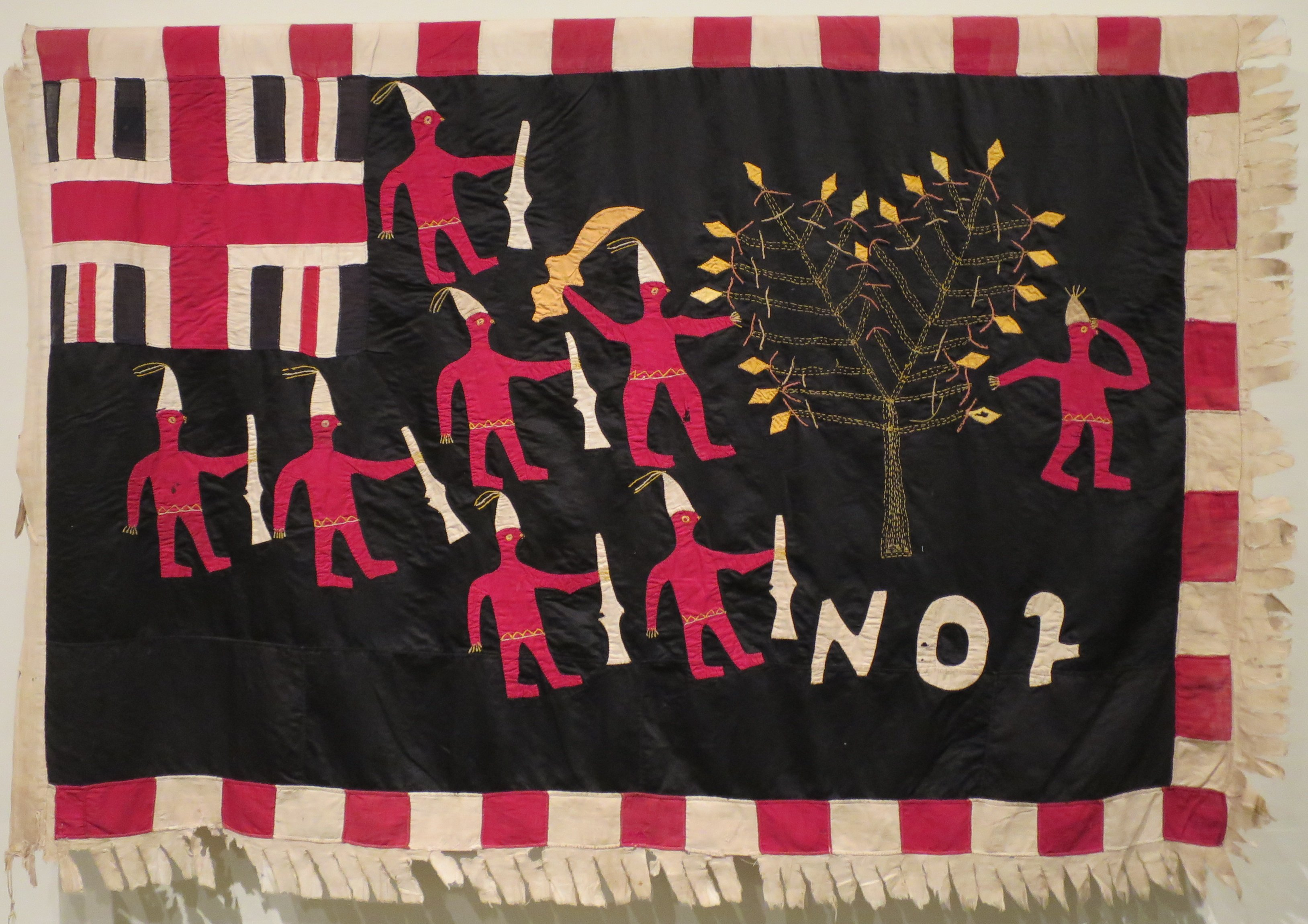
Pavillon Asafo, compagnie n°2 ; créé par Akwa Osei, Ghana, peuple Fanti ; vers 1900, coton et rayures, broderie et applique.

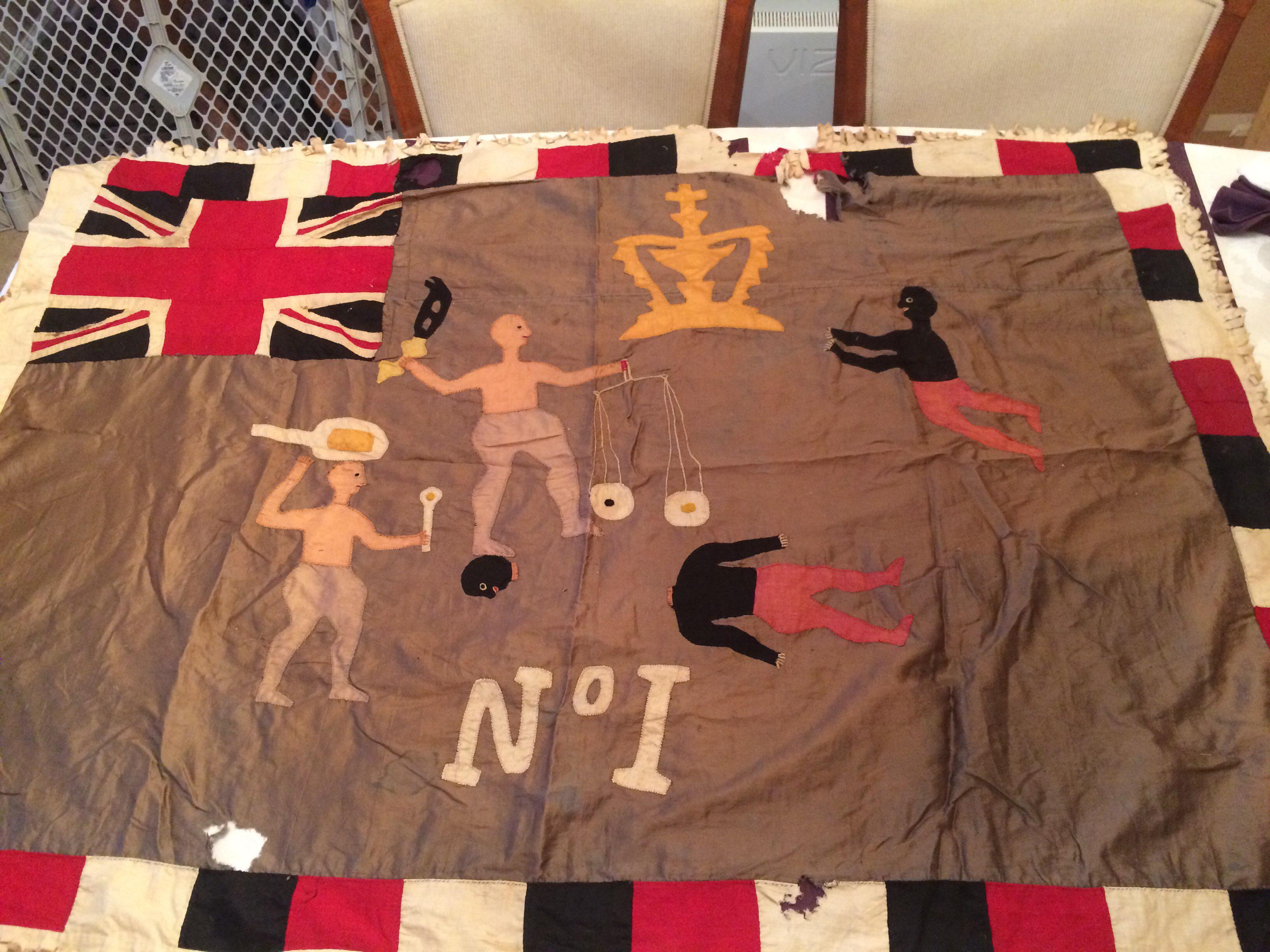
Drapeau Asafo, compagnie n°1

Les Asafo sont des groupes de guerriers traditionnels de la culture Akan, basés sur une descendance linéaire. Le mot dérive de sa (guerre) et fo (peuple). Le rôle traditionnel des sociétés Asafo est la défense de l'État. Au contact des puissances coloniales européennes de la Côte-de-l'Or (actuel Ghana), les Fanti, qui habitent la région côtière, développent une version particulièrement complexe du concept en termes d'organisation sociale et politique basée sur des principes martiaux, et avec des traditions élaborées d'art visuel, y compris des bannières de drapeau avec des scènes figuratives,, et des dessins faisant allusion à des événements historiques ou à des proverbes. 

## Sociétés Asafo de la Côte-de-l'Or

### Elmina

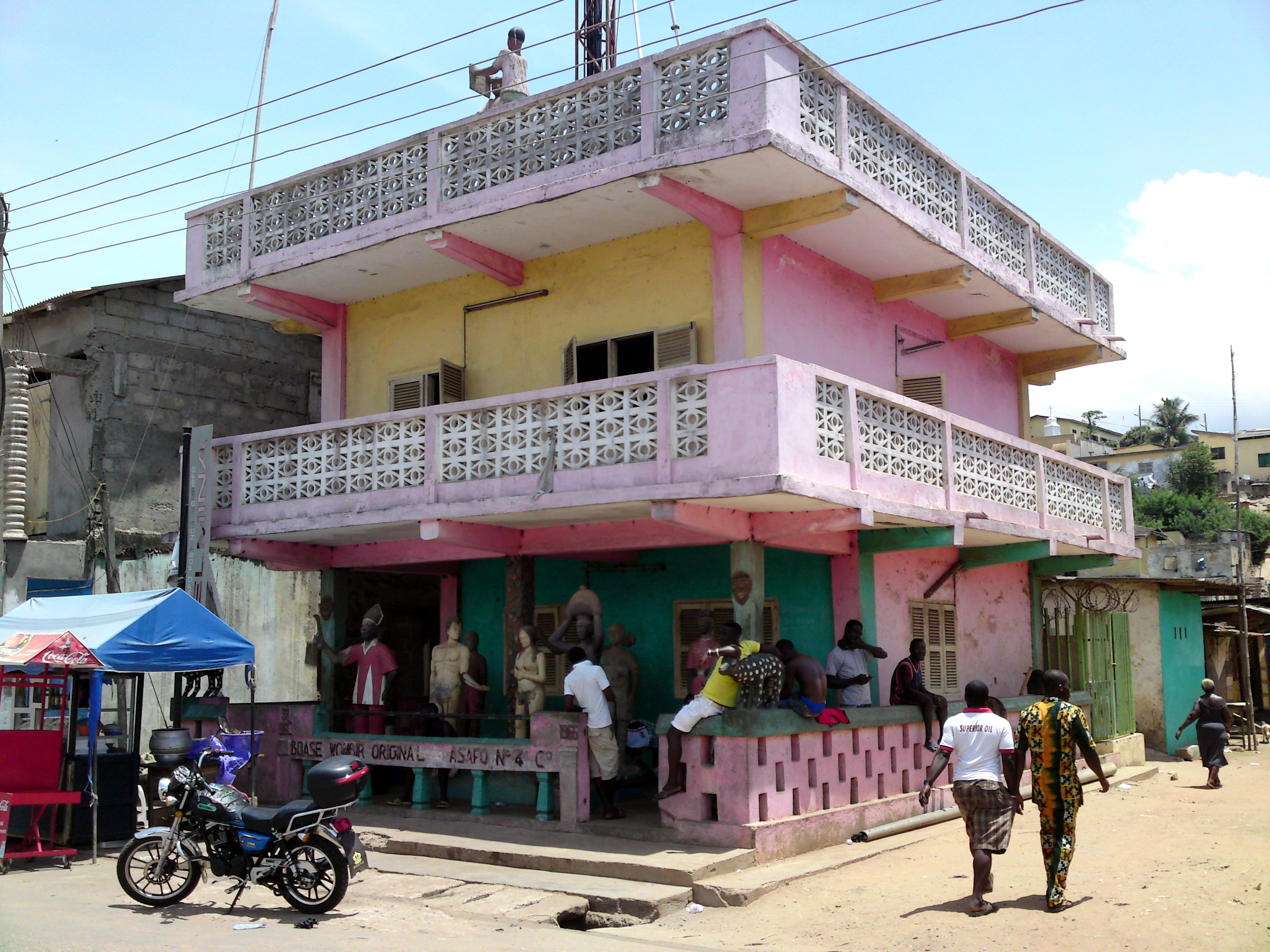
Posuban de la société Asafo n°4 Wombir à Elmina.

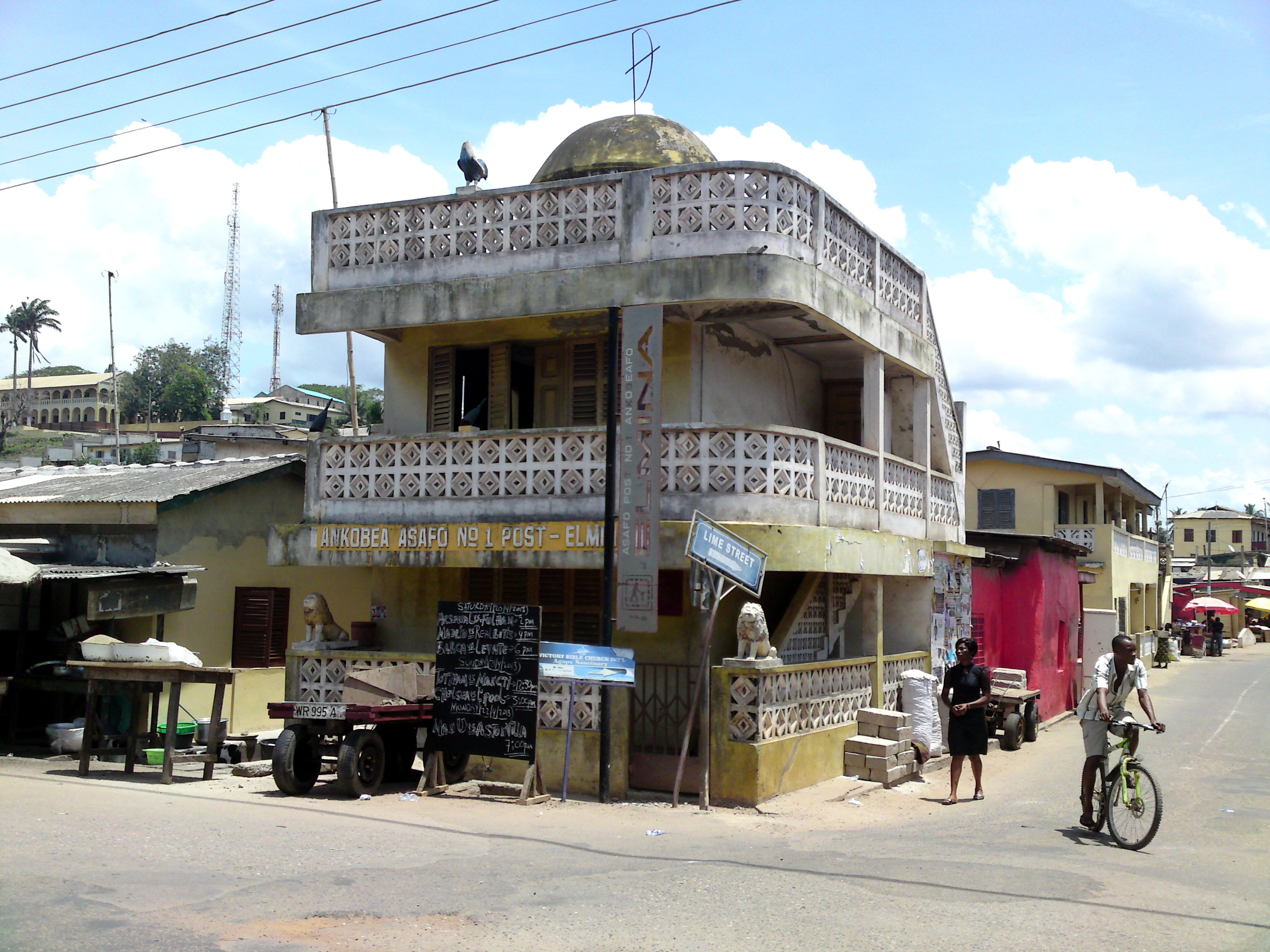
Posuban de la société Asafo n°1 Ankobea.

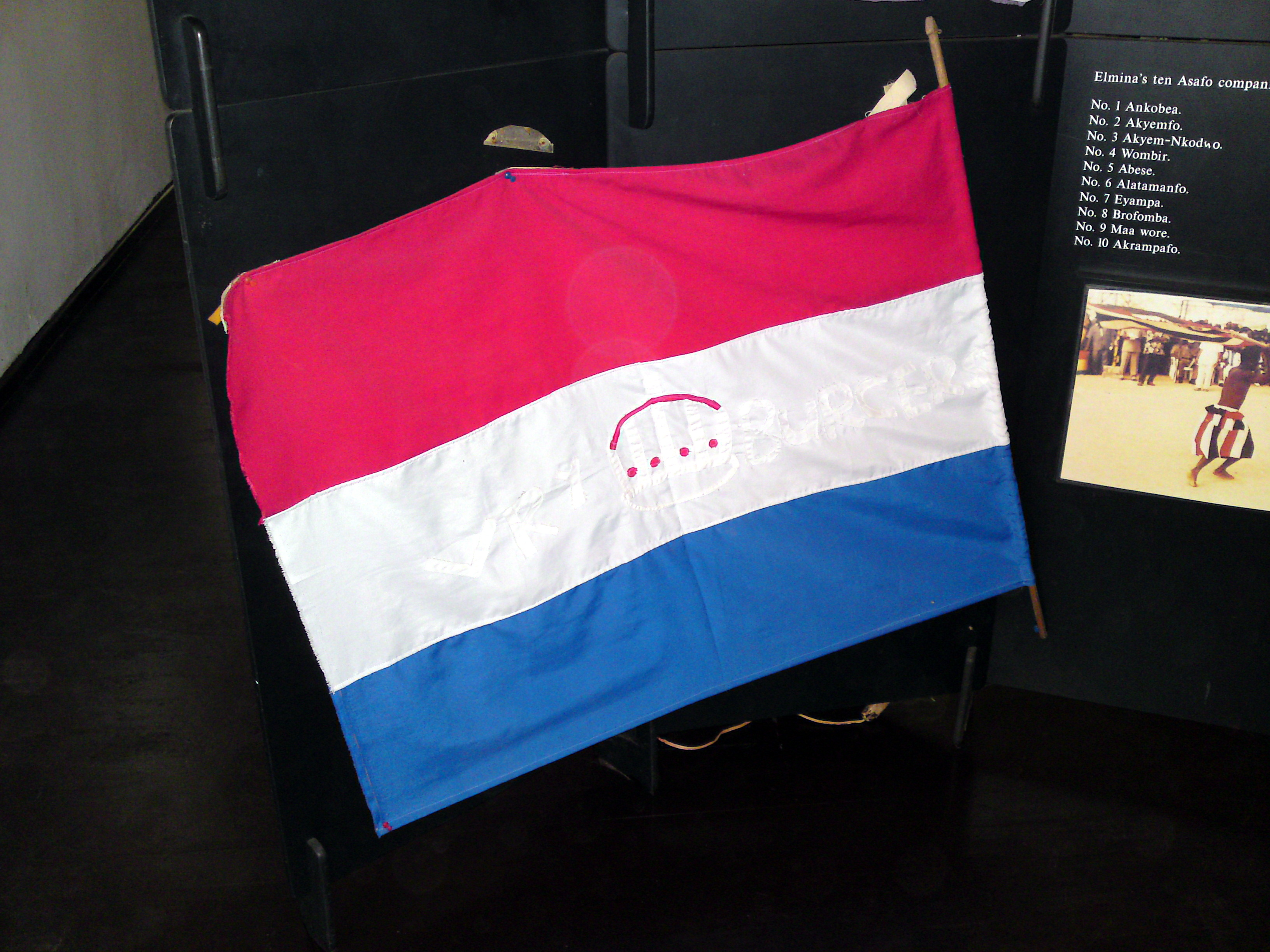
Drapeau de la société Asafo n°10 Akrampafo, également connu sous le nom de Vrijburgers, qui est écrit en blanc sur la partie blanche du drapeau.

À Elmina, les sociétés Asafo émergent au début du XVIIIe siècle des quartiers d'Elmina qui existent depuis au moins le XVIIe siècle. L'omission d'une description des sociétés Asafo dans le Nauwkeurige beschrijving de Willem Bosman (1703) conduit Harvey Feinberg à la conclusion que ces entreprises ne peuvent pas être très importantes à cette date. Cela change au premier quart du XVIIIe siècle, quand les trois sections originales sont complétées par quatre nouvelles sections se composant de nouveaux groupes immigrés à Elmina. 
En 1724, lorsque les Néerlandais ont besoin de l'aide des Elminais pour chasser John Canoe du fort Groß Friedrichsburg, ils organisent les quartiers par ordre de classement, chaque quartier ayant un numéro et une formation militaire établie. C'est cette occasion qui donne lieu à la domination des sociétés Asafo dans la vie socio-politique d'Elmina, et sur les 10 sociétés Asafo existantes aujourd'hui, sept sont mentionnées en 1724 :
- N°1 Ankobea (aussi Ankobia)
- N°2 Akyemfo (également Akim)
- N°3 Akyem-Nkodwo (aussi Encodjo)
- N°4 Wombir (anciennement Assamfoe, Appendjafoe)
- N°5 Abese (aussi Abesi)
- N°6 Alatamanfo (aussi Allade, Adjadie)
- N°7 Eyampa

Toutes les entreprises sont dirigées par un tufohen, et chacun d'eux a son propre drapeau   . Les sociétés Asafo sont classées par ordre inverse d'importance. Société Asafo n°7 Eyampa est censée être la société du fondateur d'Elmina, Kwa Amankwaa. Cette société élit toujours le roi d'Elmina, qui doit être de la famille royale Nsona ou Anona. Société Asafo n°3 Akyem-Nkodwo élit le chef de toutes les entreprises Asafo connu sous le nom de Great Ensign (en néerlandais : Groot Vaandrig). C'est le cas sous l'influence hollandaise. Cependant, le commandant de toutes les compagnies Asafo à Elmina est maintenant connu sous le nom de Tufuhene. L'importance du rang est illustrée par le conflit entre le n°5 Abese et n°6 Alatamanfo à la fin des années 1750 au-dessus de la sixième position. Ce n'est que lorsque le gouverneur Jan Pieter Theodoor Huydecoper menace de tirer des canons de Fort Coenraadsburg sur Elmina que le conflit se règle.[réf. nécessaire]
Au XIXe siècle, trois sociétés Asafo sont venues s'ajouter aux sept existantes :[réf. nécessaire]
- N°8 Brofomba
- N°9 Maa wore
- No 10 Akrampafo

N°8 Brofomba se compose de réfugiés d'Eguafo et Simbiw, qui fuient à Elmina pendant la guerre Fanti de 1810. N°9 Maa wore se compose des descendants des esclaves qui ont travaillé pour la Compagnie néerlandaise des Indes occidentales et qui sont collectivement licenciés au début du XIXe siècle. No 10 Akrampafo est composé de citoyens libres (en néerlandais : vrijburgers). Cette compagnie comprenait des mulâtres qui sont considérés comme les égaux des officiers européens et qui travaillent souvent dans les rangs inférieurs de l'administration néerlandaise. Cette société a élu le bourgmestre d'Elmina.

### Côte du Cap
À Cape Coast (zone traditionnelle d'Oguaa), il existe traditionnellement sept sociétés asafo : Bentsir, Anaafo, Ntin, Nkum, Brofomba, Akrampa et Amanful. Chaque compagnie est dirigée par un capitaine supérieur ('Supi ') et sous le Supi est capitaine ('Safohen '). Le chef des sociétés asafo est le Tufuhen, également orthographié Twafohen ou Twaafohen , (maître d'armes), qui est considéré comme le capitaine général chargé de donner des ordres et de diriger les affaires en cas de guerre. Les compagnies asafo sont largement présentes au festival Fetu Afahye de Cape Coast, qui se tient chaque année le premier samedi de septembre.

## Couleurs
Chaque entreprise asafo désigne des couleurs uniformes qui sont historiquement établies. Esi Sutherland-Addy les identifie à Oguaa comme :
- N°1. Bentsir - rouge
- N°2. Anafo - Bleu et blanc
- N°3. Ntsin - vert
- Numéro 4. Nkum - jaune
- N°5. Amanful – vin et noir
- Numéro 6. Abrofomba (Brofo Nkoa) - blanc
- N°7. Ankrampa - blanc et noir